# 8222 Gellner
8222 Gellner este un asteroid din centura principală de asteroizi.

## Descriere
8222 Gellner este un asteroid din centura principală de asteroizi. A fost descoperit pe 22 iulie 1996 la Observatorul Kleť de Miloš Tichý și Zdeněk Moravec
. Asteroidul prezintă o orbită caracterizată de o semiaxă mare de 2,21 ua, o excentricitate de 0,14 și o înclinație de 4,3° în raport cu ecliptica.